# Homo ludens
 (mars 2024).
Homo ludens. Essai sur la fonction sociale du jeu est un livre publié pour la première fois en néerlandais en 1938 par un historien et spécialiste de l’histoire culturelle, Johan Huizinga. 
Le livre a été ensuite traduit en français par Cécile Seresia et édité par Gallimard en 1951. 
L'ouvrage porte sur la place du jeu dans les sociétés humaines. Huizinga suggère que le jeu est un élément essentiel et une condition nécessaire (bien que non suffisante) de la génération de la culture. Homo ludens a durablement inspiré le monde des sciences du jeu et de nombreux chercheurs comme Roger Caillois (Les jeux et les hommes, 1958).
Le titre du livre Homo ludens se compose de deux mots latins : homo qui fait référence à la famille des hominidés auquel appartient l'espèce humaine ; le mot ludens est le participe présent actif du verbe latin ludere, qui lui-même est apparenté au nom ludus.
L'expression « homo ludens » est entrée dans le langage courant comme synonyme de l’importance du jeu dans les sociétés humaines. 

## Sommaire

### I. Nature et signification du jeu comme phénomène de culture
Les premières définitions du jeu sont issues des études psychologiques et physiologiques qui observent, décrivent et expliquent le jeu chez les animaux, les enfants et les humains adultes. Ainsi de nombreuses théories ont émergé pour expliquer le jeu par des explications biologiques : un excédent de vitalité à extérioriser, un penchant à l’imitation (enfant qui imite les parents), un besoin de détente, une préparation à une activité sérieuse nécessaire dans sa vie future (jeu dans l’eau pour apprendre à nager), un besoin de compétition… J. Huizinga souligne que, si le jeu est une composante présente chez tous les animaux, les êtres humains se démarquent par leur état de conscience lors du jeu. « Nous jouons, et nous sommes conscients de jouer : nous sommes donc plus que des êtres raisonnables, car le jeu est irrationnel. ».
Le jeu semble alors être un moteur de création et de développement pour l’Homme, Homo Ludens prend l’exemple du langage et du culte qui seraient issus d’une certaine forme de jeu : figurer le réel à l’aide des mots ou du divin. Les rites et traditions religieuses comme les consécrations ou les offrandes peuvent, selon J. Huizinga, être considérés comme « de simples jeux au sens le plus littéral du mot ».
Pour définir plus clairement le jeu, il est communément admis qu’il est l’opposition du sérieux. Cependant, Homo Ludens souligne le fait que le jeu peut-être tout à fait sérieux, si on oppose le rire au sérieux alors le jeu peut-être effectué « sans la moindre velléité de rire »  avec des enjeux forts (cf. les compétitions de sport et d’e-sport). L’auteur essaye alors de faire le lien possible entre le jeu et le comique, le jeu et la sottise, ou encore la valeur esthétique que peut prendre le jeu dans certains cas. Finalement, J. Huizinga définit le jeu comme « une action libre ». S’il est forcé, le jeu perd sa composante essentielle de consentement et est, tout au plus, la reproduction obligée d’un jeu. De plus « le jeu est superflu », une composante non-essentielle à la vie d’un être adulte qui s'accomplit en temps de loisir, dans une parenthèse de la vie courante. J. Huizinga reprend l’exemple du jeu des enfants qui font certaines choses « seulement comme ça », « seulement pour rire » de manière séparée de ce qu’ils feraient dans leur vie courante pour accomplir un besoin ou un devoir. Toutefois, dans ce rôle d’« intermède dans la vie quotidienne, comme une occupation de détente », le jeu représente un complément, un indispensable pour l’individu comme fonction de culture (liens sociaux, signification, valeur expressive…). Ainsi, le jeu se sépare de la vie courante par la place et la durée qu’il y occupe. Cette composante représente la troisième caractéristique du jeu d’après Homo Ludens, il s’accomplit dans une certaine limite de temps et d’espace définit à l’avance. Pareillement, le jeu est source d’ordre. « Dans les limites du terrain de jeu règne un ordre spécifique et absolu ». Le joueur se doit de respecter les règles du jeu pour rester en son sein, « aussitôt que les règles sont violées, l’univers du jeu s’écroule », ces règles sont « absolument impérieuses et indiscutables ».
Enfin, Homo Ludens aborde la fonction du jeu à travers deux facettes : « Le jeu est une lutte pour quelque chose, ou une représentation de quelque chose. ». La fonction de représentation peut se manifester à travers de nombreuses formes : dans les cas des jeux d’enfants, ce sont des personnages et des histoires qui sont représentés mais la fonction peut s’étendre à de nombreuses célébration culturelles et/ou religieuses reproduisant des évènements importants et/ou symboliques. Le jeu permet ainsi une communion, une participation à l’évènement et n’est pas une pure imitation. Ainsi le lien entre fête et jeu est très étroit : « le ton joyeux dominant [...] les frontières locales et temporelles, la coïncidence d’une exactitude rigoureuse et d’une vraie liberté » .

### II. Conception et expression de la notion de jeu dans la langue
La notion de jeu dans la langue est universelle. Certaines langues définissent plus généralement la notion de jeu en un mot , d'autres ne la conçoivent pas d’une seule façon, elles découpent alors le jeu en différents mots. 
Les langues européennes « modernes » (français , anglais , allemand , néerlandais…) décrivent la notion de jeu comme une notion grandissante, englobant de plus en plus de domaines. Le mot jeu reste unique en haut d’une hiérarchie définie.[pas clair]
Certaines langues départagent la notion de jeu en plusieurs mots. Le Chinois utilise le mot wan pour ce qui domine les jeux enfantins et, pour les notions de compétitions, il utilise tcheng.
Universellement, chaque langue définit que le jeu est une notion au-dessus de la notion du sérieux, le sérieux est considéré comme le non jeu, « Car le sérieux tend à exclure le jeu, tandis que le jeu peut fort bien englober le sérieux ».

### III. Le jeu et la compétition comme fonction créatrice de culture
J. Huizinga entame ce chapitre en nous informant que la culture est une évolution du jeu, parce que la culture à l'origine est jouée, et naît même des actes vitaux pour la survie. La culture repousse ensuite peu à peu l'élément ludique à l'arrière-plan, mais parfois il est conservé dans la sphère sacrée, et il donne comme exemple la poésie, la vie juridique, et la politique. Il rappelle que tous les fondamentaux du jeu viennent de la vie animale, qui font déjà preuve de ces traits, particulièrement chez les oiseaux, donc compétition et représentation précèdent la culture. 
Une séparation est faite entre les jeux de hasard, et les jeux de compétence. Qu'il s'agisse de force, d'adresse ou d'agilité d'esprit, le jeu devient une compétence à maîtriser, et la tension d'un tel jeu est bien plus transmissible avec un public qu'un jeu de hasard, et elle s’intensifie quand le jeu devient de plus dur. Les Grecs avaient séparé le jeu en agôn et paida. Le second faisait référence à l'enfant, c'est l'agôn qui nous intéresse, qui signifie rassembler, et les compétitions des Hellènes se livraient en pleine gravité, ne séparant pas l’agôn, le caractère ludique, du sérieux. Huizinga note aussi la capacité du joueur à mieux apprécier le jeu lorsqu'il a des spectateurs, et celle du spectateur à se voir transmettre les émotions du joueur en cas de succès ou d'échec. Si la victoire demeure le but du jeu, on joue parfois pour quelque chose, un gage ou un prix. C'est le gain, Pretium ou Athlon. À toute compétition ne s'associe pas toujours une telle notion, « On lutte pour être le premier quant à la force ou l'adresse, la connaissance, la virtuosité, la splendeur ou la richesse, la clémence ou le bonheur, la naissance ou le nombre d'enfants. On lutte à l'aide de sa force corporelle, d'armes, d'ingéniosité ou des mains, de démonstrations, de grands mots, de vantardise, de hâblerie, d'insultes; avec le cornet à dés ou enfin au moyen de ruses et de tromperies. ». La tromperie brise le caractère ludique du jeu, même si tricher est, selon J. Huizinga, une autre forme de jeu, le faux joueur est souvent érigé en héros dans les légendes. 
Selon Homo Ludens, les frontières du jeu ne sont jamais aussi floues dans la bourse, car on essaye de miser sur un parti gagnant, exactement comme à la roulette, à la différence qu'il tente de deviner la tendance future du marché et non un événement aléatoire. 
Même dans les temps archaïques, la dualité au sein d'une tribu a toujours existé. À côté de cette division apparaît le regroupement selon les sexes, qui est même cosmique selon les chinois (yin yang). Les émulations de ces groupes antagonistes se manifestent durant les fêtes de l'année, où le jeu était aussi important, le but de ces cérémonies était de favoriser la croissance par la fécondité. 
Il mentionne Marcel Granet, selon qui, les compétitions masculines et le prestige qu'elles génèrent sont à l'origine de la féodalisation de la société, et dont tout l'État chinois aurait dérivé. 
La victoire d'une compétition réalise un triomphe, dans un jeu de force ou de hasard, dont la portée est sacrée et divine. Il y a quelque chose de providentiel dans le hasard. 
Huizinga explique que les échanges de cadeaux sont une compétition de richesse, et mentionne le potlatch, une tradition de la tribu indienne des Kwakiutl, qui consiste en des échanges de cadeau, et régit toute leur vie. 
« Depuis la vie enfantine jusqu'aux activités suprêmes de la culture, le désir d'être loué ou honoré pour sa supériorité, agit comme l'un des ressorts les plus puissants du perfectionnement individuel et collectif ».
La compétition est une occasion de témoigner sa force, afin de montrer sa vertu. La vertu de l'homme étant, selon la société archaïque, « l'ensemble des qualités qui le mettent en mesure de combattre et de commander ». L'exaltation de vertu est en elle-même une forme de compétition. Les moindres actes influent sur la honte et l'honneur de celui qui les performe et de celui qui les subit. 
Il est dans l’identité de l’homme de désirer la victoire sur les éléments terrestres mais aussi sur autrui, et cette élévation s’accomplit dans le jeu compétitif.

### IV. Le jeu et la juridiction
De la même manière qu’avec l’opposition au sérieux, le monde législatif semble bien loin des notions de jeu, ne serait-ce que sur le plan sémantique. Cependant, J. Huizinga fait le parallèle entre le procès, « c’est-à-dire la mise en pratique par excellence du droit » et la compétition. Dans la Grèce antique, le débat judiciaire entre parties se déroule sous la forme d’agôn (joute oratoire) « pour une lutte liée à des règles fixes, se déroulant dans des formes consacrées, et où les deux adversaires s’en remettent à la décision d’un arbitre ». Ainsi la cour apparaît comme un lieu séparé de la vie quotidienne avec ses propres règles où tout le monde est placé au même niveau, peu importe son rang dans la société. Les juges revêtent des toges et/ou se coiffent d’une perruque soulignant la séparation avec la « vie ordinaire », cette tenue fait d’eux « d’autres êtres ». Au-delà de ces éléments Homo Ludens souligne trois aspects différents du procès à relier avec le jeu : il est un jeu de hasard, une compétition et une joute verbale. De nombreuses cultures interrogent la volonté divine à travers certains rites :  « Zeus tient la balance du jugement divin, les Ases jouent le sort du monde aux dés ». La décision des dieux apparaît dans l’issue à travers le jet d'instruments de jeu. Pour ce qui est de la compétition, le procès vise à décider qui a tort et qui a raison ou, en d’autres termes, qui a gagné et qui a perdu. Le procès peut d’ailleurs être source de gages et il n’était pas rare que certains procès soient sources de paris afin de déterminer qui « gagnera » le procès. Enfin la joute verbale apparaît dans sa forme la plus pure dans les procès actuels, à travers les débats où sont opposés arguments et contre-arguments.

### V. Le jeu et la guerre
Homo Ludens nous expose que tout affrontement soumis à des règles est comparable au jeu, le combat est l'un des premiers jeux auquel on joue dans l'enfance comme dans le règne animal, et que lorsque de tels jeux deviennent sérieux, les effusions de sang ne sont pas incompatibles avec le concept de jeu. Parce que tout combat, qu’il soit archaïque et barbare, une joute solennelle, ou simulé rentrent dans la conception primaire du jeu, du moment où il est soumis à des règles. 
Il n’était pas rare, durant l’ère de la chevalerie et avant, de mener la guerre avec beaucoup de règles. Huizinga illustre cet exemple en mentionnant le Combat des Trente de la guerre de Cent Ans, où les partis opposés se sont mis d'accord sur un lieu, une heure, et une quantité de combattants afin de s’affronter à la loyale. 
Tant que la guerre a des règles, c'est une guerre civilisée, et laisser des droits à l'adversaire, gagner honorablement, apporte plus de fierté, de prestige et de gloire. Même la guerre d'extermination reprend la conception Assyro-Babylonienne qui considère la guerre comme un commandement divin.
Le côté sacré n'est pas à exclure non plus. On fait la guerre tout comme des jeux pour obtenir des dieux une décision de valeur sacrée, par l'épreuve de la victoire ou de la défaite. La guerre devient donc une forme de divination, ou de justice divine. 
Parfois le combat singulier de champions est utilisé comme présage de la bataille, en certains cas, il est même utilisé comme remplacement d'une mêlée, ou un homme contre un autre décide de l'issue du conflit, avec pour vertu d'épargner beaucoup de vies. Cela permet de résoudre les querelles entre puissants en évitant le massacre du peuple. 
Se livrer au jeu de la guerre est une question d'honneur et de dignité, chose qui manquait à la guerre moderne (1re guerre mondiale selon Huizinga, le livre ayant été publié en 1938) avec pour exception les aviateurs qui ressuscitent l'aristeia en s'affrontant en combats à nombres bien plus réduits jusqu'à connaître les noms de leurs adversaires et s'envoyer des défis.

### VI. Jeu et sagesse
Le jeu prend souvent la forme de pari, qui a pour but de tester les capacités prédictives de l'individu. Il prend parfois la forme de questions posées, et le talent à maîtriser pour gagner à ces jeux est le savoir. Une capacité respectée, déjà dans les sociétés archaïques, où la force était un pouvoir, mais le savoir était un pouvoir magique qui relevait du sacré. 
L'énigme a un caractère sacré et dangereux. Dans les textes mythologiques, lorsqu’une énigme est posée, la vie du héros est souvent en jeu. 
L'énigme est en principe et à l'origine un jeu sacré, c'est-à-dire qu'elle se trouve au-delà de la limite qui sépare le jeu de la vie sérieuse ; elle est d'une très grande importance, mais ne perd pas pour autant son caractère de jeu.

### VII. Jeu et poésie
La poésie est une fonction ludique, née dans la sphère ludique mais qui ne cesse pas d'en sortir. Elle se situe dans un univers que l'esprit se crée, où la logique est différente. C'est un état alternatif dans lequel on passe, qui est séparé du sérieux, et qui s'apparente à l'enfant ou à l'animal. « La poésie est comme le rêve d'une doctrine philosophique » selon Francis Bacon. Une idée proche de la nature, qui n'a pas encore développé de logique. La poésie est une fonction vitale de toute civilisation, étant « à la fois simultanément culte, divertissement solennel, jeu de société, savoir-faire, énigme ou solution d'énigme, enseignement de sagesse, persuasion, sorcellerie, divination, prophétie et compétition ».
On peut dégager du rôle du poète ceux du prophète, du prêtre, du devin, du mystagogue, de l’artisan-poète, du philosophe, du législateur, de l'orateur, du démagogue, du sophiste et du rhéteur. L'image du poète a toujours été sacrée et littéraire, et sa fonction prend sa source dans une forme de jeu, parfois relevant de la plaisanterie ou de l'extravagance. C'est aussi une expression de jeu, utilisée pour la séduction, la dérobade, dans une compétition de virtuosité dans sons sens plus primitif.
La poésie a aussi une fonction importante dans le mythe, pour le raconter, et déclamer les héros. Elle ne prouve pas seulement l'intelligence du poète par connaissances ou habileté, mais aussi le lien avec le divin, l'imaginaire. On accorde des traits surnaturels à cette manière de parler qui se sépare du quotidien, qui enrichit le langage là où la vie de tous les jours l'affaiblit, comme un langage à part dans le langage, qu'il est possible d'entendre sans comprendre. 
« Reste à savoir si la culture qui les environne peut apprécier leur position et la reconnaît suffisamment pour former le terrain où leur art puisse exercer la fonction vitale qui est leur raison d'être ».

### VIII. La fonction de l'imagination
J. Huizinga parle de la personnification comme un jeu de l’esprit dont le but est de se créer un « monde mental d’êtres vivants ». Ainsi le lien est de nouveau fait entre le jeu, la religion et la poésie : représenter l'incorporel et l'inanimé comme une personne est le cœur de toute création de mythes et de poésie.

### IX. Formes ludiques de la philosophie
On trouve des formes ludiques dans des arts comme la philosophie dès l'Antiquité. Elle-même étant un jeu d'interrogatoire ou deux parties s’attaquent sur leurs idées sur un sujet précis et s’attribuant des points ou en enseignant des notions via des jeux d'enseignement. « Les Grec eux-mêmes ont toujours été conscient que tout cela se situait dans la sphère du jeu ».
Dans Le Sophiste de Platon on retrouve ces joutes verbales entre deux personnages. « Théétète doit convenir avec l'étranger d'Elée, que le sophisme appartient à l'espèce des forains, littéralement ceux qui s'occupent de jeux. Parménide, contraint de se prononcer sur la question de l'existence, nomme cette tâche un jeu difficile et s'adonne ensuite aux questions fondamentales de l'être. Néanmoins, tout ceci se déroule  sous la forme d'un jeu de questions et de réponses ».
L’Art de la philosophie est par nature polémique. Cette nature en devient un jeu de savoir et de rhétorique, chaque joueur se plie aux règles et aux codes des débats philosophiques.

### X. Formes ludiques de l'art
L’élément ludique est, comme évoqué plus tôt dans l’ouvrage, « inhérent à l’essence de la poésie ». Ce rapport étroit entre poésie et jeu est d’autant plus vrai pour la musique selon J. Huizinga. Le simple maniement des instruments de musique est ainsi appelé jeu dans certaines langues comme l’arabe, le français et certaines langues germaniques et slaves. La musique se place dans un contexte en dehors de la sphère de la nécessité et de l’utilité de la même manière que le jeu, elle possède ses propres règles et son propre langage. Conjointement à cela, la musique prend une importance toute particulière dans le culte, « Tout véritable culte est chanté, dansé, joué ». Enfin la musique joue ce rôle de parenthèse avec la « vie ordinaire », on joue de la musique, on danse pour le plaisir, « la musique est alors principalement appréciée au titre de passe-temps noble et de virtuosité admirable ».
Cependant, il en va autrement pour les arts plastiques. Selon J. Huizinga, ces arts sont limités par leur support physique et leurs possibilités. J. Huizinga oppose également ces arts à la musique et la danse du fait de l’aspect visible de manière durable de ces œuvres plastiques. « L’effet de son art ne dépend pas d’une représentation ou d’une exécution occasionnelle, donné par lui-même ou par d’autres, comme c’est le cas pour la musique. ». Les arts plastiques relèveraient moins du jeu du fait que, malgré le potentiel enthousiasme libre et impétueux de l’artiste, sa conception doit rester subordonnée à la dextérité nécessaire à la création de l’œuvre. Ainsi « l’élément ludique manque de toute évidence dans la réalisation de pareilles œuvres d’art, il ne s’exprime pas d’ordinaire dans la contemplation ni dans la jouissance de celles-ci ».

### XI. Civilisations et époques sous l'angle du jeu
D'après J. Huizinga chaque époque connait un enrichissement du monde du jeu malgré des oppositions et freins qui ont lieu (ex. : condamnation des jeux de hasard de la part de l'Église Catholique). Cependant, la civilisation n'est qu'au début de ses phases ludiques. L'auteur dit « on peut affirmer du XIXe siècle, que dans presque toutes ses manifestations culturelles, le facteur ludique passa notablement à l'arrière-plan. ». Il explique ainsi que l'organisation de la société mondiale entrave le développement ludique à cause des idéaux, de la conscience et du savoir collectif des siècles passés.

### XII. L'élément ludique de la culture contemporaine
Dans la culture contemporaine J. Huizinga explique qu'en fonction de notre savoir, un esprit ayant le sens de la situation historique englobe plus de notion dans la conception de moderne ou de contemporain.[pas clair] Il se demande ainsi quelles formes de jeu s’épanouissent dans la culture où nous vivons et dans quelle mesure l’esprit ludique est accessible à l’homme provenant de cette culture. J. Huizinga se pose alors la question « Ce déficit a-t-il été comblé, ou s'est-il encore augmenté ? ». Il évoque ainsi que chaque domaine ludique évolue avec son temps en oubliant et ajoutant des nouvelles notions comme dans le sport. À une époque aucun club n’existait, mais au fil du temps, voir des équipes, des écoles ou encore des quartiers jouer ensemble était plaisant. Grâce à l’ouverture du monde les jeux se sont développés. La propagande et le commerce ont eu un fort impact sur la culture ludique.
Finalement le jeu réside hors des normes morales, « il n’est en soi ni bon ni mauvais ».
Cependant quand nous devons décider d'une action où notre volonté nous pousse, cette action sera jugée sérieuse ou permise comme jeu selon notre conscience. 
Ainsi J. Huizinga termine « le dilemme jeu sérieux, jusque-là insoluble, cesse à jamais de se poser ».

## Ouvrages
- Homo Ludens: Proeve Ener Bepaling Van Het Spelelement Der Cultuur. Groningen, Wolters-Noordhoff cop. 1985. Original Dutch edition, 1938
- Homo Ludens: A Study of the Play-Element of Culture. London: Routledge & Kegan Paul., 1949
- Homo ludens; a study of the play-element of culture. Boston: Beacon Press.  (ISBN 978-0807046814), 1955
- Homo Ludens . Essai sur la fonction sociale du jeu. Tel Gallimard (avril 1988)  (ISBN 9-782070-712793)
- Homo Ludens: A Study of the Play-Element of Culture. Mansfield Centre, CT: Martino Publishing  (ISBN 978-1-61427-706-4), 2014